# (6130) Hutton
(6130) Hutton – planetoida z grupy przecinających orbitę Marsa okrążająca Słońce w ciągu 5 lat i 47 dni w średniej odległości 2,97 j.a. Została odkryta 24 września 1989 roku w Siding Spring Observatory w Australii przez Roberta McNaughta. Nazwa planetoidy pochodzi od Jamesa Huttona (1726-1797), szkockiego geologa, uważanego za „ojca nowoczesnej geologii”. Przed nadaniem nazwy planetoida nosiła oznaczenie tymczasowe (6130) 1989 SL5.